# Volvo Masters 1981 - Singolare
Il singolare del torneo di tennis Volvo Masters 1981, facente parte della categoria Grand Prix, ha avuto come vincitore Ivan Lendl che ha battuto in finale 6(5)–7, 2–6, 7–6(6), 6–2, 6–4 Vitas Gerulaitis.

## Tabellone

### Legenda
| - Q = Qualificato - WC = Wild card - LL = Lucky loser | - ALT = Alternate - SE = Special Exempt - PR = Protected Ranking | - w/o = Walkover - r = Ritirato - d = Squalificato |

### Finali
|  | Semifinali       | Semifinali       | Semifinali       | Semifinali       | Semifinali   | Semifinali | Semifinali |  |  | Finale           | Finale           | Finale | Finale | Finale | Finale | Finale |  |
|  |                  |                  |                  |                  |              |            |            |  |  |                  |                  |        |        |        |        |        |  |
|  | Vitas Gerulaitis | Vitas Gerulaitis | Vitas Gerulaitis | Vitas Gerulaitis | 7            | 4          | 6          |  |  |                  |                  |        |        |        |        |        |  |
|  | Eliot Teltscher  | Eliot Teltscher  | Eliot Teltscher  | Eliot Teltscher  | 5            | 6          | 2          |  |  | Vitas Gerulaitis | Vitas Gerulaitis | 7      | 6      | 6      | 2      | 4      |  |
|  | Ivan Lendl       | Ivan Lendl       | Ivan Lendl       | Ivan Lendl       | Ivan Lendl   | 6          | 6          |  |  | Ivan Lendl       | Ivan Lendl       | 65     | 2      | 7      | 6      | 6      |  |
|  | John McEnroe     | John McEnroe     | John McEnroe     | John McEnroe     | John McEnroe | 4          | 2          |  |  |                  |                  |        |        |        |        |        |  |

### Gruppo A
|  |                 | Teltscher     | Tanner        | McEnroe  | Connors       | RR W–L | Set W–L | Game W–L | Classifica |
|  | Eliot Teltscher |               | 4–6, 6–1, 6–4 | 6–4, 6–1 | 5–7, 1–6      | 2–1    | 4–3     | 34–29    | 1          |
|  | Roscoe Tanner   | 6–4, 1–6, 4–6 |               | 3–6, 2–6 | 7–6, 6–7, 7–6 | 1–2    | 3–5     | 36–47    | 3          |
|  | John McEnroe    | 4–6, 1–6      | 6–3, 6–2      |          | 6–2, 7–5      | 2–1    | 4–2     | 30–24    | 2          |
|  | Jimmy Connors   | 7–5, 6–1      | 6–7, 7–6, 6–7 | 2–6, 5–7 |               | 1–2    | 3–4     | 34–36    | 4          |

La classifica viene stilata in base ai seguenti criteri: 1) Numero di vittorie; 2) Numero di partite giocate; 3) Scontri diretti (in caso di due giocatori pari merito ); 4) Percentuale di set vinti o di games vinti (in caso di tre giocatori pari merito ); 5) Decisione della commissione.

### Gruppo B
|  |                  | Lendl         | Gerulaitis    | Vilas    | Clerc    | RR W–L | Set W–L | Game W–L | Classifica |
|  | Ivan Lendl       |               | 4–6, 7–5, 6–2 | 6–4, 6–1 | w/o      | 3–0    | 4–1     | 29–18    | 1          |
|  | Vitas Gerulaitis | 6–4, 5–7, 2–6 |               | 6–1, 6–4 | 7–6, 6–1 | 2–1    | 5–2     | 38–29    | 2          |
|  | Guillermo Vilas  | 4–6, 1–6      | 1–6, 4–6      |          | 6–1, 7–5 | 1–2    | 2–4     | 23–30    | 3          |
|  | José Luis Clerc  | w/o           | 6–7, 1–6      | 1–6, 5–7 |          | 0–3    | 0–4     | 13–26    | 4          |

La classifica viene stilata in base ai seguenti criteri: 1) Numero di vittorie; 2) Numero di partite giocate; 3) Scontri diretti (in caso di due giocatori pari merito ); 4) Percentuale di set vinti o di games vinti (in caso di tre giocatori pari merito ); 5) Decisione della commissione.